# Number 1's (álbum de Mariah Carey)
#1's es el primer álbum recopilatorio de la cantante y compositora estadounidense Mariah Carey, publicado el 17 de noviembre de 1998 por la compañía discográfica Columbia Records. Contiene los trece sencillos de la cantante que alcanzaron el puesto número uno en la lista estadounidense Billboard Hot 100, así como cuatro canciones inéditas grabadas especialmente para el álbum. En la edición japonesa se incluyó también su exitoso sencillo navideño «All I Want For Christmas Is You», debido al enorme éxito de su álbum Merry Christmas (1994), el cual vendió más de dos millones de copias en el país.
A pesar de que presenta las características convencionales de un álbum de grandes éxitos, Carey expresó su inconformidad con el contenido del álbum. Señaló que solo se trataba de una recopilación de sus canciones más comerciales y que no lo consideraba un álbum de grandes éxitos, puesto que se omitieron sus canciones favoritas e importantes de su carrera por no haber alcanzado el número uno.
El álbum recibió algunas críticas con respecto a las nuevas canciones y la decisión de incluir solo los éxitos número uno de Carey en los Estados Unidos. Tras su publicación, #1's tuvo un notable éxito comercial. Debutó en el número cuatro del Billboard 200 en Estados Unidos, mientras que alcanzó el número uno en Japón, Grecia y Malasia, así como los diez primeros puestos en la mayoría de los mercados musicales importantes en el mundo. #1's fue certificado con cinco discos de platino por la Recording Industry Association of America (RIAA). En Japón vendió más de tres millones de copias en sus primeros meses de comercialización; hasta la fecha, es el álbum más vendido en el país por un artista no asiático.
Dos sencillos fueron lanzados del álbum. El primero, la balada «When You Believe», interpretada a dueto con la cantante afrodescendiente Whitney Houston, tuvo notable éxito alrededor del mundo, además de pertenecer a la banda sonora de la película El príncipe de Egipto y ganó un Premio Óscar a la mejor canción original en la 71.ª ceremonia. El segundo sencillo, «I Still Believe», también tuvo un notable éxito en el mundo, eventualmente logró llegar al top 10 de los Estados Unidos y en otros países. Un sencillo promocional, «Do You Know Where You're Going To», fue lanzado en Brasil y en algunas partes de Europa y pertenece a la película Mahogany.
Según Nielsen SoundScan, hasta marzo de 2013, #1's vendió 3 798 000 copias en los Estados Unidos.

## Crítica y contenido
Carey ha afirmado que no considera #1's un álbum de grandes éxitos, y expresado su decepción por la ausencia de lo que ella llama sus "canciones favoritas". Las críticas hacia el álbum fueron variadas, opinando negativamente sobre el material nuevo y la decisión de incluir únicamente los números uno de Carey. Los sencillos que se publicaron (el dueto con Whitney Houston, «When You Believe», de la banda sonora de El príncipe de Egipto; y «I Still Believe») se vendieron bien en todo el mundo, aunque el éxito en las radios estadounidenses fue moderado.

## Recepción
El lanzamiento de 1's coincidió con el lanzamiento de varios álbumes de artistas de alto perfil, como Double Live de Garth Brooks, Spirit de Jewel, Tical 2000: Judgement Day de Method Man y My Love Is Your Love de Whitney Houston, por lo que era difícil que el álbum repitiera la hazaña de sus dos álbumes anteriores que debutaron en el número uno en Billboard 200. 
El Milwaukee Journal Sentinel dijo que esa sería la semana trueno en las tiendas de música, mientras otros medios cómo Mtv decían que 17 de noviembre se perfilaría cómo el "Supermartes de la Industria de la Música".
1's debutó en el número cuatro en el Billboard 200 con 221.000 ejemplares vendidos en su primera semana. Medios cómo The Daily Cougar lo llamaron "un debut aplastante" o decepcionante. En ese momento era su peor debut junto con Emotions (1991), a pesar de esto solo en un mes el álbum fue certificado de doble de platino por la RIAA y en su sexta semana vendió más de 424.000 unidades.

## Lista de canciones
| N.º | Título                                            | Escritor(es) | Productor(es)                 | Duración |  |
| 1.  | «Sweetheart» (con Jermaine Dupri)                 | Rainy Davis, Peter Warner | Mariah Carey, Jermaine Dupri  | 4:25     |  |
| 2.  | «When You Believe» (dueto con Whitney Houston)    | Stephen Schwartz, Babyface | Babyface                      | 4:36     |  |
| 3.  | «Whenever You Call» (dueto con Brian McKnight)    | Carey, Walter Afanasieff | Carey, Afanasieff             | 4:23     |  |
| 4.  | «My All»                                          | Carey, Afanasieff | Carey, Afanasieff             | 3:52     |  |
| 5.  | «Honey» (con Mase y The Lox)                      | Carey, Sean Combs, Jonathan Davis, Stevie Jordan, Stephen Hague, Bobby Robinson, Ronald Larkins, Larry Price, Malcolm McLaren | Carey, Combs, Stevie J, Davis | 5:00     |  |
| 6.  | «Always Be My Baby»                               | Carey, Dupri, Manuel Seal | Carey, Dupri, Seal            | 4:20     |  |
| 7.  | «One Sweet Day» (con Boyz II Men)                 | Carey, Afanasieff, Michael McCary, Nathan Morris, Wanya Morris, Shawn Stockman                                                | Carey, Afanasieff             | 4:42     |  |
| 8.  | «Fantasy» (Bad Boy Remix) (con Ol' Dirty Bastard) | Carey, Chris Frantz, Tina Weymouth, Dave Hall, Adrian Belew, Steven Stanley                                                   | Carey, Hall                   | 4:54     |  |
| 9.  | «Hero»                                            | Carey, Afanasieff | Carey, Afanasieff             | 4:20     |  |
| 10. | «Dreamlover»                                      | Carey, Hall, Afanasieff | Carey, Hall, Afanasieff       | 3:54     |  |
| 11. | «I'll Be There» (con Trey Lorenz)                 | Berry Gordy, Bob West, Hal Davis, Willie Hutch                                                                                | Carey, Afanasieff             | 4:25     |  |
| 12. | «Emotions»                                        | Carey, David Cole, Robert Clivillés                                                                                           | Carey, Cole, Clivillés        | 4:10     |  |
| 13. | «I Don't Wanna Cry»                               | Carey, Narada Michael Walden                                                                                                  | Walden                        | 4:49     |  |
| 14. | «Someday»                                         | Carey, Ben Margulies | Ric Wake                      | 4:08     |  |
| 15. | «Love Takes Time»                                 | Carey, Margulies | Afanasieff                    | 3:49     |  |
| 16. | «Vision of Love»                                  | Carey, Margulies | Rhett Lawrence, Walden        | 3:31     |  |
| 17. | «I Still Believe»                                 | Antonina Armato, Giuseppe Cantarelli                                                                                          | Carey, Stevie J, Mike Mason   | 3:56     |  |

## Listas, ventas y Certificaciones
| País          | Chart         | Peak position | Certification | Sales                                                               |
| ------------- | ------------- | ------------- | ------------- | ------------------------------------------------------------------- |
| EE.UU         | RIAA          | 4             | 5× platino    | 5,000,0001 Archivado el 14 de diciembre de 2007 en Wayback Machine. |
| Japón         | RIAJ          | 1             | 3x Diamante   | 3,000,000                                                           |
| Europa        | IFPI          | 1             | 2× platino    | 2,000,000                                                           |
| Brasil        |               | 4             | Oro           | 100,000                                                             |
| France        | SNEP          | 2             | 2× platino    | 400,000                                                             |
| Corea del Sur | RIAK          | 1             | -             | -                                                                   |
| Canadá        | CRIA          | 6             | 3× platinum   | 300,000                                                             |
| Italia        | FIMI          | 5             | -             | -                                                                   |
| Reino Unido   | BPI           | 10            | Platinum      | 300,000                                                             |
| Alemania      | IFPI Germany  | 10            | Platinum      | 250,000                                                             |
| Malaysia      | IFPI Malaysia | 1             | -             | -                                                                   |
| México        | Amprofon      | 2             | Platino       | 200,000                                                             |
| Spain         | PROMUSICAE    | 7             | Platino       | 100,000                                                             |
| Netherlands   | NVPI          | 13            | Platino       | 80,000                                                              |
| Sweden        | IFPI Sweden   | 8             | Platino       | 30,000                                                              |
| Australia     | ARIA          | 6             | Platinum      | 70,000                                                              |
| Singapur      | RIAS          | 1             | -             | -                                                                   |
| Belgium       | IFPI Belgium  | 2             | Platinum      | 30,000                                                              |
| Norway        | IFPI Norway   | 6             | Oro           | 30,000                                                              |
| Switzerland   | Hit Parade    | 3             | Oro           | 25,000                                                              |
| Austria       | IFPI Austria  | 6             | Oro           | 25,000                                                              |
| New Zealand   | RIANZ         | 13            | Platino       | 15,000                                                              |
| Hungary       | MAHASZ        | 5             | Oro           | 20,000                                                              |